# Gastone Geron
Gastone Geron (Venezia, 20 agosto 1923 – Milano, 5 gennaio 2012) è stato un giornalista, critico teatrale e scrittore italiano.

## Biografia
Veneziano e considerato uno dei massimi esperti del teatro di Goldoni, ha iniziato a scrivere su il Gazzettino. Capo redattore al Corriere della Sera e al Il Giornale Nuovo, ne è stato una delle prime firme, accanto al fondatore Indro Montanelli. Quando Montanelli lascia, per lui è il momento della pensione ma continua a collaborare con Il Giornale sino al 1997.
Nel 1994 riceve il Premio Hystrio per la Saggistica.
Tra i suoi libri Un mariner sui tetti (Minerva Italica), Le bande della Grava (Bietti), Indro Montanelli: il coraggio di dare la notizia (La sorgente), Goldoni libertino (Mursia), Attori, amici miei (Sipario).
Muore nel gennaio 2012 a 89 anni.

## Premi e riconoscimenti
- Premio Flaiano sezione teatro[3]
  - 2004 - Premio per la critica teatrale